# Theodore Albert Parker III
Theodore Albert Parker III (oft auch Ted Parker, Theodore A. Parker) (* 1. April 1953 in Lancaster, Pennsylvania; † 3. August 1993 nordwestlich von Guayaquil) war ein US-amerikanischer Ornithologe, der bei einem Flugzeugabsturz zusammen mit dem Botaniker Alwyn Howard Gentry (1945–1993), dem Präsidenten der lokalen Gruppe der Fundación Natura Eduardo Aspiazu Estrada und dem Piloten Luis Raúl Mortensen Jiménez bei einer Expedition zur Cordillera del Cóndor nordwestlich von Guayaquil verstarb.

## Leben
Seine Eltern waren Theodore Albert Parker Jr. und Dorothy Parker geb. Lowery.
Ted Parker wuchs in einer Pflegefamilie in Lancaster auf. Im Alter von sechs Jahren besuchte er mit seiner Großmutter das örtliche North Museum of Natural History & Science. Es war wahrscheinlich die Initialzündung für seinen Wunsch Naturwissenschaftler zu werden. Zusammen mit seinem jüngeren Bruder Blanford Chase Parker war er schon in jungen Jahren oft in der freien Natur rund um Lancaster unterwegs. Schon während seiner Schulzeit sammelte er beispielsweise Weichtiere. Doch während andere Kinder am Strand suchten oder beim Händler Sammlerstücke erwarben, besuchte er, immer auf der Suche nach seltenen Exemplaren, die lokalen Fischmärkte. In der Highschool engagierte er sich als Naturschützer und nahm an einer Umweltverträglichkeitserklärung der Wasserversorgung von Lancaster teil. Schon früh bildeten sich seine Vorlieben für Vögel heraus.
Im Jahr 1976 heiratete er Susan Allen (heute Susan Allen Lohr). Durch seine ständige Abwesenheit zerbrach die erste Ehe und sowohl die Louisiana State University (LSU), als auch Baton Rouge wurden zu seinem Lebensmittelpunkt.
Im Jahr 1980 lernte er Carol Walton kennen, die er 1985 ehelichte. Doch auch diese Ehe scheiterte, da Parkers Leben immer noch auf die Arbeit im Gelände fokussiert war.

## Parker als Wissenschaftler
Als Senior an der Highschool unternahm Parker den Versuch einen seit 1956 bestehenden Rekord von Stuart Keith (1931–2003) zu brechen. Es galt dabei möglichst viele Vogelarten in den USA und in Kanada innerhalb eines Jahres zu beobachten. Keith hatte bis dahin 598 Vogelarten in einem Jahr beobachtet. Im Frühling und Sommer des Jahres 1971 reiste Parker mit der Hilfe von Harold B. Morrin (1923–2012) und anderen Freunden kreuz und quer durch die USA. Im Herbst schrieb er sich aus strategischen Gesichtspunkten bei der University of Arizona ein, da dieses Gebiet als ein allgemein guter Standort für Vogelkundler galt. Parker brach den Rekord, auch wenn er deswegen die ersten zwei Semester keine Vorlesung besuchte. So entstand seine erste Publikation 626 Species in One Year: A New North American Record und dies wurde sogar in Reader’s Digest erwähnt. Sehr schnell galt er als Fachmann für die Vogelwelt in Arizona. Innerhalb von zwei Jahren wurde er zum Editor für die Region Südwest für das Fachmagazin American birds der National Audubon Society. Er studierte im Hauptfach Biologie, wechselte aber später in die Anthropologie um organischer Chemie und Physik aus dem Weg zu gehen. Universitätsprofessoren wie Howard Ronald Pulliam überzeugten ihn, sein Talent auf die Hauptrichtung Ornithologie zu lenken.
Durch seine Forschungsreisen verzögerte sich sein Universitätsabschluss bis ins Jahr 1977. Dass er überhaupt einen Abschluss machte, verdankte er seiner damaligen Frau Susan und seinem Freund John Patton O’Neill, zwei Personen, die ihn beständig antrieben.
Seit Mitte der 1970er bis in die 1980er Jahre bestand sein Haupteinkommen in der Leitung von Touren für Vogelbeobachter. Hier war er hauptsächlich für Victor Emanuel Nature Tours tätig. Diese Arbeit gab ihm die Möglichkeit, Vogelkolonien in hunderten verschiedenen Orten in den Neotropen zu studieren. Im Durchschnitt war er 6 Monate im Jahr im Gelände.
Parker arbeitete 15 Jahre am Bestimmungsbuch Birds of Peru, ein Buch, das erst nach seinem Tode von Thomas Scott Schulenberg, Douglas Forrester Stotz, dem Illustrator Daniel Franklin Lane, John Patton O’Neill und ihm publiziert wurde. Zwischen 1977 und 1990 publizierte er 37 Aufsätze, produzierte 2 Kassetten und einen Katalog mit Anmerkungen mit dem Titel A checklist of Peruvian birds. Wenn man die Referenzliste der Bände 8 und 9 von Handbook of the Birds of the World betrachtet, so kann man erahnen wie viel Einfluss seine Publikationen auf die Ornithologie der Neotropen hat. Auch Phoebe Snetsinger (1931–1999) wusste seine Leistungen in ihrem Buch "Birding on Borrowed Time" zu würdigen, indem sie schrieb:

„…his ability to name – at the pace of a machine gun – all bird species within a quick-moving flock, which a few seconds later was gone. (deutsch: …seine Fähigkeit – in der Geschwindigkeit eines Maschinengewehrs – alle Vogelarten einer schnell bewegenden Vogelgruppe, die innerhalb von Sekunden davon geflogen waren, zu benennen.“

Postum bekam er für seine Verdienste rund um die LSU-Programme den Ph.D. verliehen.

## Forschungsreisen
Schon während des zweiten Semesters unternahm Parker erste Reisen nach Mexiko und die Neotropen. Diese Ausflüge führten zu bedeutenden Erkenntnissen über das Gebiet von Jalisco bis Chiapas und ersten wissenschaftlichen Beiträgen. In der Zeit, in der er keine Reisen nach Mexiko plante, wälzte er intensiv Literatur über die Neotropen. Im Frühling des Jahres 1974 rief George Hines Lowery (1913–1978) bei seinem ehemaligen Studenten Stephen Mims Russell an, um sich zu erkunden, ob er keinen Studenten kenne, der daran Interesse hätte, für die LSU an einem Survey über die Vögel Perus teilzunehmen. Russell empfahl ihm Parker, der das Angebot der LSU dankend annahm. Bei seiner ersten Reise verbrachte er acht Monate in Peru und lernte mit seinem peruanischen Begleiter Reyes Rivera die Sprache und die lokalen Gepflogenheiten kennen. Bei diesem Trip aus dem Jahre 1974 erwuchs seine Leidenschaft für die Aufnahme von Vogelstimmen.
Schon kurz nach seiner ersten Heirat brach er mit seiner Frau Susan erneut zu einer siebenmonatigen Reise nach Peru auf. Im Naturschutzgebiet Tambopata verfeinerte er das Vorgehen bei der Bestandsaufnahme der Vögel in einem bestimmten Gebiet. Dies war wohl sein größtes Verdienst für die Avifauna der Neotropen. Bis zu diesem Zeitpunkt basierte die Bestandsaufnahme vorwiegend aus gesammelten Berichten aus Museen, gefangenen und freigelassenen Vögeln und gelegentlichen Beobachtungen. Um ein vollständiges Bild zu erhalten, hätten die traditionellen Museumsmethoden für die Bestandsaufnahme im artenreichen Amazonas tausende von Arbeitsstunden verschlungen. Parker spezialisierte sich auf die Aufnahme von Vogelstimmen. Mit dem Abspielen der Aufnahmen spürte er methodisch fast jeden Vogelgesang im Regenwald auf. Was noch wichtiger war, er erinnerte sich an jede Vogelstimme, die er je gehört hatte. Es gelang ihm selbst Skeptiker an der LSU von seinem Ansatz der Vogelinventur zu überzeugen. Seine Methode hatte Züge eines revolutionären Charakters. Auch wenn Stimmaufzeichnungen eine lange Tradition in den Neotropen hatte, gab es bis dato niemand, der dieses Handwerk so effektiv wie Ted Parker beherrschte. Bis Mitte der 1980er hatte er es so perfektioniert, dass er in der Lage war, in lokalen Gebieten von Mexiko bis Brasilien 80 bis 90 % der Vögel in diesen Gebieten an wenigen Morgen zu erfassen. Mit mehr als 15000 Aufnahmen lieferte er viel Material für die Library of Natural Sounds (LNS) der Cornell University. Neben den Stimmaufzeichnungen sammelte er außerdem über 3000 Typusexemplare für die LSU.
In seinem Buch A Parrot Without a Name: The Search for the Last Unknown Birds on Earth beschrieb Don Stap ein LSU-Programm, an dem auch Parker teilnahm. Er beschrieb darin, wie Parker den für die Wissenschaft neuen Orangeaugen-Breitschnabeltyrann (Tolmomyias traylori) nur über seinen Gesang entdeckte.
Das Risiko, dem er sich aussetzte, wenn er abgelegene Gegenden besuchte, war im vollkommen bewusst. Seine Reiseerfahrungen reichten von Autounfällen mit Wildtieren und anderen Transportmitteln in Mexiko über das Versenken des Bootes von John Patton O’Neills und ihm durch die Aguarunas bis hin zu Verfolgungen von steineschmeißendem Mob in Peru. Selbst mit Kleinflugzeugen hatte er kritische Momente erlebt. So kam er in einem Flugzeug in den Ostanden Perus in einen schweren Gewittersturm und bei der Landung auf einem stillgelegten Flughafen in Bolivien bereits fast ums Leben.
Am 3. August 1993 brachen Al Gentry, Jaqueline Maria Goerck, Eduardo Aspiazu, die Biologen Alfredo Luna, Carmen Bonifaz de Elao (1956-) und Parker von Guayaquil zu einer Expedition in die Cordillera del Cóndor auf. Durch Pilotenfehler von Luis Raúl Mortensen Jiménez prallte das Flugzeug in einen von Nebel verdeckten Bergwald. Goercke, die damalige Verlobte Parkers, brach sich sowohl das Sprunggelenk und wies Rückenverletzungen auf. Trotzdem schafften Bonifaz de Elao und sie es irgendwie, in Richtung Tal zu gehen. Als die Hilfe am Unglücksort eintraf, war nur noch der schwer verletzte Alfredo Luna am Leben.

## Umweltschutz
Egal mit wem er sich auch umgab, Parker war immer bestrebt die Menschen davon zu überzeugen, wie wichtig es ist die Fauna der Welt zu erhalten. Selbst der Nobelpreis für Physik Murray Gell-Mann, der ein begeisterter Vogelbeobachter ist, war von Pakers Wissen während eines Südamerika-Tripps tief beeindruckt. Als Direktor der John D. und Catherine T. MacArthur Foundation setzte er sich dafür ein, dass die Stiftung Geld für Parkers Idee einer großangelegten biologischen Bestandsaufnahme mit dem Namen Rapid Assessment Program (RAP) über Conservation International zur Verfügung stelle. Zum harten Kern des Programms gehörten neben Parker, die beiden Botaniker Alwyn Gentry und Robin Bradford Foster sowie die Mammalogin Louise Hickok Emmons. Das Ziel des Programms war in relativ kurzer Zeit eine Bestandsaufnahme in einem bestimmten Gebiet durchzuführen und die Ergebnisse in einem eiligst erstellten Bericht Umweltschützern, Biologen, Verwaltungsangestellten und Politikern zur Verfügung zu stellen. Auch wenn Parker sehr wohl bewusst war, dass weitere Langzeitstudien unerlässlich sind, sah er in den RAP-Protokollen ein wichtiges Instrument, um genügend Daten zu sammeln, die helfen sollten die Prioritäten zum Umweltschutz in den Tropen zu setzen. Deshalb überzeugte er die MacArthur-Stiftung zusätzliche Gelder für traditionelle Langzeitstudien zur Verfügung zu stellen. Es gilt als eines seiner Verdienste, dass der Nationalpark Madidi in Bolivien zu einer Schutzzone erklärt wurde.

## Mitgliedschaften
Seit dem Jahr 1982 war Ted Parker Mitglied der American Ornithologists’ Union (AOU). Im Jahr 1987 wurde schließlich zum gewählten Mitglied der AOU.

## Dedikationsnamen und Ehrerbietungen
In ihrem Buch Birds of the High Andes schrieben Jon Fjeldså und Niels Krabbe über Parker:

„In particular we thank Theodore A. Parker for an enormous amount of life history data. As he by far the greatest capacity on the life histories of Neotropical birds there ever was, his contribution to our knowledge of Neotropical birds can not be stressed strongly enough. (deutsch: Insbesondere danken wir Theodore A. Parker für seinen enormen Beitrag von naturhistorischen Daten. Er war bei weitem die beste Fachkraft, die es je für die Vögel der Neotropen gab. Seine Beiträge zu unserem Wissen über die Vögel der Neotropen kann nicht genug betont werden.“

Thomas Carlberg nennt ihn in seinem Nachruf gar den Mozart unter den Ornithologen.
Im Jahr 1981 und 1997 machte Gary Russell Graves jeweils in der wissenschaftlichen Namensgebung seine Aufwartung. So nannte er eine Unterart des Kupferglanzschwänzchen (Metallura theresiae parkeri) und die Art Parkers Ameisenfänger (Cercomacroides parkeri). Graves hob sein Genie hervor, indem er schrieb:

„Ted Parker did not spend his time performing statistical analyses of character gradients or formulating null models of mixed-species flocks, but more importantly he collected data and observations that made my research on the set topics possible. That was part of his genius.(deutsch: Ted Parker verbrachte seine Zeit nicht damit statistische Analysen über Stoffgradienten oder Null-Modelle für gemischte Vogelgruppen zu formulieren, sondern viel wichtiger er sammelte Daten und Beobachtungen, die meine Forschung auf diesen Gebieten ermöglichten. Dies war ein Teil dieses Genies.)“

Im Jahr 1986 widmeten ihm Tristan J. Davis und John Patton O’Neill das Artepitheton im wissenschaftlichen Namen des Graukehl-Ameisenfängers: Herpsilochmus parkeri. Für ihn fand in der englischsprachigen Literatur der Trivialname Parker’s Antbird Einzug.
Mark Blair Robbins und Steve N. G. Howell würdigten seine Leistungen im Jahr 1995 mit dem wissenschaftlichen Artnamen für den Zwergkauz Glaucidium parkeri, für den der Trivialname Parkerzwergkauz gewählt wurde.
In Studies in Neotropical Ornithology honoring Ted Parker, einem Sammelwerk aus dem Jahre 1997 mit verschiedener Artikel unterschiedlichster Autoren, welches von James Vanderbeek Remsen Jr herausgegeben wurde, wurde ihm gleich mehrfach bei der Namensgebung gedacht. Neben dem Parkers Ameisenfänger, widmeten ihm John W. Fitzpatrick und Douglas Forrester Stotz den Zimtgesicht-Laubtyrann (Phylloscartes parkeri), Niels Krabbe und Thomas Scott Schulenberg den Bambustapaculo (Scytalopus parkeri) und schließlich Morton L. Isler, Phyllis R. Isler und Bret M. Whitney eine Unterart des Natterers Tropfenameisenwürgers (Thamnophilus stictocephalus parkeri).
Früher wurde der Parkers Buschschlüpfer (Cranioleuca vulpecula) (Sclater,PL & Salvin, 1866), als Unterart des Rötlichbraunen Buschschlüpfers (Cranioleuca vulpina) (Pelzeln, 1856) betrachtet. Kevin Jay Zimmer erhob Cranioleuca vulpecula schließlich in einer Analyse zur eigenständigen Art. Als englischen Trivialnamen schlug er schließlich Parker's Spinetail im Gedenken an den Verstorbenen vor.
Im Jahr 2000 beschrieben Gilbert Barrantes und Julio E. Sánchez eine neue Unterart des Gelbflanken-Seidenschnäpper (Phainoptila melanoxantha parkeri), welche ebenfalls Parkers Name beinhaltet.

## Erstbeschreibungen von Theodore Albert Parker III
Ted Parker hat einige Arten und Unterarten als Erstautor beschrieben. Hierbei arbeitete er mit Gary Russell Graves, John Patton O’Neill und Thomas Scott Schulenberg zusammen.

### Arten
Zu den Arten die Parker u. a. mitbeschrieben hat, gehören chronologisch:
- Ockerstirn-Ameisenpitta (Grallaricula ochraceifrons) Graves,GR, O’Neill & Parker,TA, 1983
- Inkazaunkönig (Pheugopedius eisenmanni) Parker,TA & O’Neill, 1985
- Orangeaugen-Breitschnabeltyrann (Tolmomyias traylori) Schulenberg & Parker,TA, 1997

### Unterarten
Zu den Unterarten die Parker u. a. mitbeschrieben hat, gehören chronologisch:
- Weißbauch-Tachurityrann (Anairetes agraphia squamiger) (O’Neill & Parker, 1976)
- Weißkinn-Distelschwanz (Schizoeaca fuliginosa plengei) O’Neill & Parker,TA, 1976
- Finkentangare (Chlorospingus ophthalmicus hiaticolus) O’Neill & Parker, 1981
- Goldbandkotinga (Pipreola riefferii tallmanorum) O’Neill & Parker,TA, 1981
- Kastanienrücken-Zaunkönig (Pheugopedius euophrys schulenbergi) Parker & O’Neill, 1985
- Weißstirn-Ameisenschnäpper (Myrmoborus leucophrys koenigorum) O’Neill & Parker, 1997
- Schwanzfleckenämmerling (Phrygilus alaudinus bracki) O’Neill & Parker, 1997

## Werke

### Jahr 1972
- 626 Species in One Year: A New North American Record. In: Birding. Band 4, 1972, S. 4–6.

### Jahr 1973
- Nesting season, Southwest Region. In: American birds. Band 27, 1973, S. 902–905.
- First Snow Bunting specimen for Oklahoma. In: Bulletin of the Oklahoma Ornithological Society. Band 6, 1973, S. 33 (online [PDF; 698 kB; abgerufen am 28. Dezember 2011]).
- zusammen mit Steven Speich: Arizona Bird Records, 1972. In: Western Birds. Band 4, Nr. 2, 1973, S. 53–57 (online [PDF; 102 kB; abgerufen am 28. Dezember 2011]).

### Jahr 1974
- Fall migration, Southwest Region. In: American birds. Band 28, 1974, S. 87–90.
- Winter season, Southwest Region. In: American birds. Band 28, 1974, S. 672–676.

### Jahr 1976
- zusammen mit Kenn Kaufman, Mark Blair Robbins: Notes on the birds of Puerto Los Mazos, Sierra de. Autlán, Jalisco. In: Mexican Birds Newsletter. Band 1, Nr. 3, 1976, S. 12–18.
- zusammen mit Steven Leon Hilty, Mark Blair Robbins: Birds of El Triunfo Cloud Forest, Mexico, with notes on the Horned Guan and other species. In: North American Birds. Band 30, Nr. 4, 1976, S. 779–782 (online [PDF; 374 kB; abgerufen am 28. Dezember 2011]).
- zusammen mit John Patton O'Neill: New subspecies of Schizoeaca fuliginosa and Uromyias agraphia from Peru. In: Bulletin of the British Ornithologists' Club. Band 96, Nr. 4, 1976, S. 136–141.
- On the behavior of the Marvelous Spatuletail Loddigesia mirabilis. In: Birding. Band 8, 1976, S. 175.
- zusammen mit John Patton O'Neill: An introduction to bird-finding in Peru. Part I. The Paracas Peninsula and Central Highway (Lima to Huanuco city). In: Birding. Band 8, 1976, S. 140–144.
- zusammen mit John Patton O'Neill: An introduction to bird-finding in Peru. Part II. The Carpish region of the Eastern Andes along the Central Highway. In: Birding. Band 8, 1976, S. 205–216.

### Jahr 1977
- zusammen mit John Patton O'Neill: Taxonomy and Range of Pionus Seniloides in Peru. In: The Condor. Band 79, Nr. 2, 1977, S. 274 (online [PDF; 117 kB; abgerufen am 28. Dezember 2011]).

### Jahr 1978
- zusammen John Dan Allen Tallman, Gary D. Lester, Robert Alfred Hughes: Notes on 2 Species of Birds Previously Unreported from Peru. In: The Wilson Bulletin. Band 90, Nr. 3, 1978, S. 445–446 (online [PDF; 125 kB; abgerufen am 28. Dezember 2011]).
- zusammen John Patton O'Neill: Responses of Birds to a Snowstorm in the Andes of Southern Peru. In: The Wilson Bulletin. Band 90, Nr. 3, 1978, S. 446–449 (online [PDF; 289 kB; abgerufen am 28. Dezember 2011]).
- zusammen mit Susan Allen Parker, Manuel Alberto Plenge: A checklist of Peruvian birds. Buteo Books, Tucson, Arizona 1978.

### Jahr 1979
- zusammen Steven Leon Hilty, James Ralph Silliman: Observations on Plush-Capped Finches in the Andes with a Description of the Juvenal and Immature Plumages. In: The Wilson Bulletin. Band 91, Nr. 1, 1979, S. 145–148 (online 285 [PDF; abgerufen am 28. Dezember 2011]).
- zusammen John William Eley, Gary Russell Graves, David R.Hunter: Notes on Siptornis Striaticollis (Furnariidae) in Peru. In: The Condor. Band 81, Nr. 3, 1979, S. 319 (online [PDF; 88 kB; abgerufen am 28. Dezember 2011]).
- An introduction to foliage-gleaner identification. In: Continental Birdlife. Band 1, Nr. 2, 1979, S. 32–37 (online [PDF; abgerufen am 28. Dezember 2011]).
- zusammen mit Howard Ronald Pulliam: Population regulation of sparrows. In: Fortschritte der Zoologie. Band 25, 1979, S. 137–147.

### Jahr 1980
- Birding the selva of southeastern Peru at Explorer's Inn. In: Birding. Band 12, 1980, S. 221–223.
- zusammen John Patton O'Neill: Notes on little-known birds of the upper Urubamba Valley, southern Peru. In: The Auk. Band 97, Nr. 1, 1980, S. 167–176 (online [PDF; 888 kB; abgerufen am 28. Dezember 2011]).
- zusammen Susan Allen Parker: Rediscovery of Xenerpestes singularis (Furnariidae). In: The Auk. Band 97, Nr. 1, 1980, S. 203–205 (online [PDF; 222 kB; abgerufen am 28. Dezember 2011]).
- zusammen mit James Vanderbeek Remsen Jr.: Seven new bird species for Bolivia. In: Bulletin of the British Ornithologists' Club. Band 100, 1980, S. 160–162.

### Jahr 1981
- zusammen mit Susan Allen Parker: Behavioral and distribution notes on some unusual birds of a lower montane cloud forest in Peru. In: Bulletin of the British Ornithologists' Club. Band 102, Nr. 2, 1982, S. 63–70 (online [abgerufen am 3. Dezember 2013]).
- Distribution and biology of the white-cheeked Cotinga Zaratornis stresemanni, a high Andean frugivore. In: Bulletin of the British Ornithologists' Club. Band 101, 1981, S. 256–265.
- zusammen mit Thomas Scott Schulenberg: Status and Distributions of Some Northwest Peruvian Birds. In: The Condor. Band 83, Nr. 3, 1981, S. 209–216 (online [PDF; 998 kB; abgerufen am 28. Dezember 2011]).
- zusammen mit John Patton O'Neill: New subspecies of Pipreola riefferii and Chlorospingus ophthalmicus from Peru. In: Bulletin of the British Ornithologists' Club. Band 101, Nr. 2, 1981, S. 294–299.
- zusammen mit Linda J. Barkley: New locality for the yellow-tailed woolly monkey. In: Oryx. Band 16, 1981, S. 71–72.
- zusammen mit John Patton O'Neill: An introduction to bird-finding in Peru. Part III. Tingo Maria and the Divisoria Mountains. In: Birding. Band 13, 1981, S. 100–106.

### Jahr 1982
- zusammen mit Susan Allen Parker, Manuel Alberto Plenge: An Annotated Checklist of Peruvian Birds. Buteo Books, Shipman, Virginia 1982, ISBN 978-0-931130-07-6.
- zusammen mit James Vanderbeek Remsen Jr., Robert S Ridgely: Natural history notes on some poorly known Bolivian birds. In: Le Gerfaut. Band 72, 1982, S. 77–87.
- Observations of some unusual rainforest and marsh birds in southeastern Peru. In: The Wilson Bulletin. Band 94, Nr. 4, 1982, S. 477–493 (online [PDF; 1,1 MB; abgerufen am 28. Dezember 2011]).
- zusammen mit Susan Allen Parker: Behavioral and distributional notes on some unusual birds of a lower montane cloud forest in Peru. In: Bulletin of the British Ornithologists' Club. Band 102, Nr. 2, 1982, S. 63–70.
- First record of the Chilean Woodstar Eulidia yarrellii in Peru. In: Bulletin of the British Ornithologists' Club. Band 102, Nr. 2, 1982, S. 86.
- in David William Snow: The Cotingas - Kapitel der Gattung: Ampelion. Cornell University Press, Ithaca, New York 1982, ISBN 978-0-8014-1490-9, S. 55–64.

### Jahr 1983
- zusammen mit James Vanderbeek Remsen Jr.: Contribution of River-Created Habitats to Bird Species Richness in Amazonia. In: Biotropica. Band 15, Nr. 3, 1983, S. 223–231 (online [PDF; 1,5 MB; abgerufen am 28. Dezember 2011]).
- zusammen mit Gary Russell Graves, John Patton O'Neill: Grallaricula ochraceifrons, a new species of antpitta from northern Peru. In: The Wilson Bulletin. Band 95, Nr. 1, 1983, S. 1–6 (online [PDF; 394 kB; abgerufen am 28. Dezember 2011]).
- A record of Blackburnian Warbler (Dendroiea fusea) for southeastern Brazil. In: North American Birds. Band 37, Nr. 3, 1983, S. 274 (online [PDF; 108 kB; abgerufen am 28. Dezember 2011]).
- zusammen mit James Vanderbeek Remsen Jr., Robert S Ridgely: Rediscovery of the Rufous-fronted Antthrush (Formicarius rufifrons) in Peru. In: Le Gerfaut. Band 73, 1983, S. 287–292.
- Rezension zu "South American landbirds, A photographic aid to identification" von John Stewart Dunning. In: The Auk. Band 101, Nr. 3, 1983, S. 774–776 (online [PDF; 3,6 MB; abgerufen am 28. Dezember 2011]).

### Jahr 1984
- Notes on the Behavior of Ramphotrigon Flycatchers. In: The Auk. Band 101, Nr. 1, 1984, S. 186–188 (online [PDF; 290 kB; abgerufen am 28. Dezember 2011]).
- zusammen mit James Vanderbeek Remsen Jr.: Arboreal Dead-Leaf-Searching Birds of the Neotropics. In: The Condor. Band 86, Nr. 1, 1984, S. 36–41 (online [PDF; 610 kB; abgerufen am 28. Dezember 2011]).
- zusammen mit Rose Ann Rowlett: Some noteworthy records of birds from Bolivia. In: Bulletin of the British Ornithologists' Club. Band 104, Nr. 3, 1984, S. 110–113.

### Jahr 1985
- in Paul Anthony Buckley, Mercedes Suarez Foster, Eugene Siller Morton, Robert S. Ridgely, Francine G. Buckley: Neotropical Ornithology (Ornithological Monographs No. 36) - zusammen mit John Patton O'Neill: A new species and a new subspecies of Thryothorus Wren from Peru. University of California Press, Berkeley, California 1985, ISBN 978-0-943610-44-3, S. 9–15.
- in Paul Anthony Buckley, Mercedes Suarez Foster, Eugene Siller Morton, Robert S. Ridgely, Francine G. Buckley: Neotropical Ornithology (Ornithological Monographs No. 36) - zusammen mit Thomas Scott Schulenberg, Gary Russell Graves, Michael James Braun: The avifauna of the Huancabamba region, northern Peru. University of California Press, Berkeley, California 1985, ISBN 978-0-943610-44-3, S. 169–197.
- in Paul Anthony Buckley, Mercedes Suarez Foster, Eugene Siller Morton, Robert S. Ridgely, Francine G. Buckley: Neotropical Ornithology (Ornithological Monographs No. 36) - zusammen mit Mark Blair Robbins, Susan Allen Parker: The Avifauna of Cerro Pirre, Darién, Eastern Panama. University of California Press, Berkeley, California 1985, ISBN 978-0-943610-44-3, S. 198–232.
- in Paul Anthony Buckley, Mercedes Suarez Foster, Eugene Siller Morton, Robert S. Ridgely, Francine G. Buckley: Neotropical Ornithology (Ornithological Monographs No. 36) - zusammen mit Michael James Braun: Molecular, morphological, and behavioral evidence concerning the taxonomic relationships of "Synallaxi" gularis and other synallaxine. University of California Press, Berkeley, California 1985, ISBN 978-0-943610-44-3, S. 333–346.

### Jahr 1987
- zusammen mit James Vanderbeek Remsen Jr.: Fifty-two Amazonian bird species new to Bolivia. In: Bulletin of the British Ornithologists' Club. Band 107, Nr. 3, 1987, S. 94–10.
- zusammen mit James Niels Kaare Krabbe, Jon Knud Bøgh Fjeldså: Rediscovery of Cinclodes excelsior aricomae and notes on the nominate race. In: Bulletin of the British Ornithologists' Club. Band 107, Nr. 3, 1987, S. 112–114.
- in Morton L. Isler, Phyllis R. Isler: The Tanagers: Natural History, Distribution and Identification - Vorwort. Smithsonian Institution Press, Washington, D.C. 1987, ISBN 978-0-87474-552-8, S. 10–11.
- zusammen mit Thomas Scott Schulenberg, Robert Alfred Hughes: First records of Least Tern, Sterna antillarum, for Peru. In: Le Gerfaut. Band 77, 1987, S. 271–274.

### Jahr 1989
- zusammen mit Manuel Alberto Plenge, Robert Alfred Hughes, John Patton O'Neill: Additional notes on the distribution of birds in west-central Peru. In: Le Gerfaut. Band 79, 1989, S. 55–68.

### Jahr 1990
- zusammen mit James Vanderbeek Remsen Jr.: Seasonal distribution of the Azure Gallinule (Porphyrula flavirostris), with comments on vagrancy in rails and gallinules. In: The Wilson Bulletin. Band 102, Nr. 3, 1990, S. 380–399 (online [PDF; 1,2 MB; abgerufen am 28. Dezember 2011]).
- La Libertad revisited. In: Birding. Band 22, 1990, S. 16–222.
- zusammen mit John Whittle Terborgh, Scott Kuehner Robinson, Charles Alexander Munn, Nina Pierpont: Structure and Organization of an Amazonian Forest Bird Community. In: Ecological Monographs. Band 60, Nr. 2, 1990, S. 213–238.

### Jahr 1991
- On the Use of Tape Recorders in Avifaunal Surveys. In: The Auk. Band 108, Nr. 2, 1991, S. 443–444 (online [PDF; 155 kB; abgerufen am 28. Dezember 2011]).
- zusammen mit Omar Rocha Olivio: Notes on the status and behaviour of the Rusty-necked Piculet Picumnus fuscus. In: Bulletin of the British Ornithologists' Club. Band 111, Nr. 2, 1991, S. 91–92.
- zusammen mit Abel Castillo Urioste, Murray Gell-Mann, Omar Rocha Olivio: Records of new and unusual birds from northern Bolivia. In: Bulletin of the British Ornithologists' Club. Band 111, Nr. 3, 1991, S. 120–138 (online [PDF; abgerufen am 28. Dezember 2011]).
- zusammen mit Omar Rocha Olivio: La avifauna del cerro San Simón,. 15 una localidad de campo rupestre aislado en Depto. Beni, noreste boliviano. In: Ecología en Bolivia. Band 17, Nr. 2, 1991, S. 15–29 (online [PDF; 7,2 MB; abgerufen am 28. Dezember 2011]).
- zusammen mit Brent Bailey: A Biological Assessment of the Alto Madidi Region and Adjacent Areas of Northwest Bolivia, May 18-June 15, 1990. Conservation International, Washington, D.C. 1991, ISBN 978-1-881173-05-2 (online [PDF; 7,4 MB; abgerufen am 28. Dezember 2011]).

### Jahr 1992
- zusammen mit John Marshall Bates, Guy Cox: Rediscovery of the Bolivian Recurvebill with Notes on Other Little-Known Species of the Bolivian Andes. In: The Wilson Bulletin. Band 104, Nr. 1, 1992, S. 173–178 (online [PDF; 404 kB; abgerufen am 28. Dezember 2011]).
- zusammen mit Guy Cox, Jane Cox, Omar Rocha Olivio: Las aves y los mamíferos de Perseverancia. In: Ecología en Bolivia. Band 18, Nr. 1, 1992, S. 1–15.
- zusammen mit John Marshall Bates, Angelo Paul Capparella, Tristan J. Davis: observations on the campo, cerrado and forest avifaunas of eastern Dpto. Santa Cruz, Bolivia, including 21 species new to the country. In: Bulletin of the British Ornithologists' Club. Band 112, Nr. 2, 1992, S. 86–98.
- zusammen mit John Lee Carr: Status of Forest Remnants in the Cordillera de la Costa and Adjacent Areas of Southwestern Ecuador. Conservation International, Washington, D.C. 1992, ISBN 978-1-881173-04-5 (online [PDF; 1,9 MB; abgerufen am 28. Dezember 2011]).
- zusammen mit Nigel James Collar, Luiz Pedreira Gonzaga, Niels Kaare Krabbe, Alberto Madroño Nieto, Luis Germán Naranjo, David C. Wege: Threatened Birds of the Americas: Part 2 (ICBP/IUCN Red Data Book). Prentice Hall & IBD, New Jersey 1992, ISBN 978-1-56098-267-8.

### Jahr 1993
- zusammen Andrew Ward Kratter, Terence Scott Sillett, Robert Terry Chesser, John Patton O'Neill, Abel Castillo Urioste: Avifauna of a Chaco Locality in Bolivia. In: The Wilson Bulletin. Band 105, Nr. 1, 1993, S. 114–141 (online [PDF; 1,3 MB; abgerufen am 28. Dezember 2011]).
- zusammen Edwin O'Neill Willis, David William Snow, Douglas Forrester Stotz: Olive-Sided Flycatchers in Southeastern Brazil. In: The Wilson Bulletin. Band 105, Nr. 1, 1993, S. 193–194 (online [PDF; 135 kB; abgerufen am 28. Dezember 2011]).
- zusammen mit Bruce K. Holst, Louise Hickok Emmons, John Richard Meyer: A Biological Assessment of the Columbia River Forest Reserve, Toledo District, Belize. Conservation International, Washington, D.C. 1993, ISBN 978-1-881173-03-8 (online [PDF; 563 kB; abgerufen am 28. Dezember 2011]).
- zusammen mit Alwyn Howard Gentry, Robin Bradford Foster, Louise Hickok Emmons, James Vanderbeek Remsen Jr.: The Lowland Dry Forests of Santa Cruz, Bolivia: A Global Conservation Priority. Conservation International, Washington, D.C. 1993, ISBN 978-1-881173-03-8 (online [PDF; 971 kB; abgerufen am 28. Dezember 2011]).

### Jahr 1994
- Habitat, Behavior, and Spring Migration of Cerulean Warbler in Belize. In: North American Birds. Band 98, Nr. 1, 1994, S. 70–75 (online [PDF; 896 kB; abgerufen am 28. Dezember 2011]).
- zusammen mit Robin Bradford Foster, Alwyn Howard Gentry, Louise Hickok Emmons, Avecita Chicchón, Thomas Scott Schulenberg, Lily O. Rodríguez, Gerardo Lamas, Hernan Ortega,Javier Icochea, Walter Wust, Mónica Romo, J. Alban Castillo, Oliver Phillips, Carlos Reynel, Andrew Kratter, Paul K. Donahue,Linda J. Barkley: The Tambopata-Candamo. Reserved Zone of Southeastern. Perú: A Biological Assessment. Conservation International, Washington, D.C. 1994, ISBN 978-1-881173-02-1 (online [PDF; 1,7 MB; abgerufen am 28. Dezember 2011]).

### Jahr 1995
- zusammen mit Thomas Scott Schulenberg, Michael Kessler, Walter H. Wust: Natural history and conservation of the endemic avifauna in north-west Peru. Band 5. Bird Conservation International, 1995, S. 201–231 (online [PDF; abgerufen am 28. Dezember 2011]).
- zusammen mit, James Vanderbeek Remsen Jr.: Bolivia has the opportunity to create the planet's richest park for terrestrial biota. In: Bird Conservation International. Band 5, 1995, S. 261–293 (online [PDF; abgerufen am 28. Dezember 2011]).

### Jahr 1996
- zusammen mit Douglas Forrester Stotz, John Weaver Fitzpatrick, Debra Karen Moskovits: Neotropical Birds: Ecology and Conservation. University Of Chicago Press, Chicago 1996, ISBN 978-0-226-77630-9.

### Jahr 1997
- in James Vanderbeek Remsen Jr.: Studies in neotropical ornithology honoring Ted Parker (Ornithological Monographs No. 48) - zusammen mit John William Hardy: The nature and probable function of vocal copying in Lawrence's Thrush, Turdus lawrencii. University of California Press, Berkeley, California 1997, ISBN 978-0-935868-93-7, S. 307–320.
- in James Vanderbeek Remsen Jr.: Studies in neotropical ornithology honoring Ted Parker (Ornithological Monographs No. 48) - zusammen mit Andrew Ward Kratter: Relationship of Two Bamboo-Specialized Foliage-Gleaners: Automolus dorsalis and Anabazenops fuscus (Furnariidae). University of California Press, Berkeley, California 1997, ISBN 978-0-935868-93-7, S. 383–397.
- in James Vanderbeek Remsen Jr.: Studies in neotropical ornithology honoring Ted Parker (Ornithological Monographs No. 48) - zusammen mit John Patton O'Neill: New Subspecies of Myrmoborus leucophrys (Formicariidae) and Phrygilus alaudinus (Emberizidae) from the Upper Huallaga Valley, Peru. University of California Press, Berkeley, California 1997, ISBN 978-0-935868-93-7, S. 485–491.
- in James Vanderbeek Remsen Jr.: Studies in neotropical ornithology honoring Ted Parker (Ornithological Monographs No. 48) - zusammen mit David Conway Oren: New Avifauna of the Tapajós National Park and Vicinity, Amazonian Brazil. University of California Press, Berkeley, California 1997, ISBN 978-0-935868-93-7, S. 493–525.
- in James Vanderbeek Remsen Jr.: Studies in neotropical ornithology honoring Ted Parker (Ornithological Monographs No. 48) - zusammen mit Jaqueline Maria Goerck: The Importance of National Parks and Biological Reserves to Bird Conservation in the Atlantic Forest Region of Brazil. University of California Press, Berkeley, California 1997, ISBN 978-0-935868-93-7, S. 527–541.
- in James Vanderbeek Remsen Jr.: Studies in neotropical ornithology honoring Ted Parker (Ornithological Monographs No. 48) - zusammen mit Douglas Forrester Stotz, John Weaver Fitzpatrick: Notes on Avian Bamboo Specialists in Southwestern Amazonian Brazil. University of California Press, Berkeley, California 1997, ISBN 978-0-935868-93-7, S. 543–547.
- in James Vanderbeek Remsen Jr.: Studies in neotropical ornithology honoring Ted Parker (Ornithological Monographs No. 48) - zusammen mit Mark Blair Robbins: What Is the Closest Living Relative of Catharopeza (Parulinae)? University of California Press, Berkeley, California 1997, ISBN 978-0-935868-93-7, S. 595–599.
- in James Vanderbeek Remsen Jr.: Studies in neotropical ornithology honoring Ted Parker (Ornithological Monographs No. 48) - zusammen mit Mark Blair Robbins: Voice and taxonomy of Caprimulgus (rufus) otiosus (Caprimulgidae), with a reevaluation of Caprimulgus rufus subspecies. University of California Press, Berkeley, California 1997, ISBN 978-0-935868-93-7, S. 601–607.
- in James Vanderbeek Remsen Jr.: Studies in neotropical ornithology honoring Ted Parker (Ornithological Monographs No. 48) - zusammen mit Thomas Scott Schulenberg: Notes on the Yellow-Browed Toucanet Aulacorhynchus huallagae. University of California Press, Berkeley, California 1997, ISBN 978-0-935868-93-7, S. 717–720.
- in James Vanderbeek Remsen Jr.: Studies in neotropical ornithology honoring Ted Parker (Ornithological Monographs No. 48) - zusammen mit Thomas Scott Schulenberg: A new species of tyrant-flycatcher (Tyrannidae: Tolmomyias) from the western Amazonian basin. University of California Press, Berkeley, California 1997, ISBN 978-0-935868-93-7, S. 723–731.
- in James Vanderbeek Remsen Jr.: Studies in neotropical ornithology honoring Ted Parker (Ornithological Monographs No. 48) - zusammen mit Kevin Jay Zimmer, Morton L. Isler, Phyllis R. Isler: Survey of a Southern Amazonian Avifauna: The Alta Floresta Region, Mato Grosso, Brazil. University of California Press, Berkeley, California 1997, ISBN 978-0-935868-93-7, S. 887–918.
- in Thomas Scott Schulenberg, Kim Awbrey: The Cordillera del Cóndor region of Ecuador and Peru: a biological assessment Kapitel: Bird species recorded at three sites on the northern and western slopes of the Cordillera del Cóndor. Conservation International, Washington, D.C. 1997, ISBN 978-1-881173-15-1, S. 168–179.

### Jahr 2002
- Behavior, habitat, and status of the Nocturnal Curassow (Nothocrax urumutum) in northern Peru. In: Ornitologia Neotropical. Band 13, 2002, S. 153–158 (online [PDF; 160 kB; abgerufen am 28. Dezember 2011]).

### Jahr 2007
- Thomas Scott Schulenberg, Douglas Forrester Stotz, Daniel Franklin Lane, John Patton O'Neill: Birds of Peru. Princeton University Press, Princeton, New Jersey 2007, ISBN 978-0-7136-8673-9.